# Lydia Seyram Alhassan
Lydia Seyram Alhassan, née le 31 janvier 1970 à Atiavi (en) (Ghana) est une femme politique ghanéenne, membre des septième et huitième Parlement de la quatrième République du Ghana (2019 - 2021). 
En tant que députée, elle représente la circonscription d'Ayawaso West Wuogon dans la région du Grand Accra, sous la bannière de Nouveau Parti Patriotique.

## Éducation
Lydia Seyram Alhassan naît le 31 janvier 1970 à Attiavi, dans la région de la Volta au Ghana. 
Elle étudie à l'école de commerce de l'université du Ghana, où elle décroche un MBA en marketing, puis intègre l'Institut ghanéen de gestion et d'administration publique (GIMPA) dont elle sort diplômée d'une licence en administration,,.

## Politique
En janvier 2019, elle se porte candidate au poste de députée dans la circonscription d'Ayawaso West Wuogon, sous la bannière du Nouveau Parti Patriotique (NPP), en remplacement de son défunt mari, Emmanuel Boakye Agyarko,.  Le 31 janvier 2019, elle remporte l'élection avec 68,80  % des votes valides exprimé contre 30,52 % pour le candidat du Congrès national démocratique (NDC) Kwasi Delali Brempong, 0,58 % pour le candidat du Parti progressiste du peuple (PPP) William Kofi Dowokpor et 0,10 % pour le candidat du Parti libéral du Ghana (LPG) Clement Boadi,,.
Lors des élections législatives ghanéennes de 2020, toujours sous la bannière du NPP, elle parvient à conserver son siège de députée avec 39 851 voix (51,36 % des suffrages exprimés) face à l'acteur ghanéen et candidat du NDC, John Dumelo, qui en recueille 37 478 (48,30 % des suffrages exprimés),,,. 
Durant les élections législatives ghanéennes de 2024, elle est cette fois-ci battue par John Dumelo qui a recueilli 47 560 voix (54,82 % des suffrages exprimés) contre 39 214 voix (45,18 % des suffrages exprimés) pour Lydia Seryram Alhassan.

## Vie personnelle
Elle a été mariée à l'homme politique ghanéen Emmanuel Kwabena Kyeremateng Agyarko (en) jusqu'à la mort de ce dernier le 21 novembre 2018,,.
Elle a reçu diverses distinctions, dont le prix de la femme d'excellence des Ghana Parma Awards en 2017 et le prix de la personnalité de l'année en 2021[source secondaire souhaitée].